# 自由詞素
在词法学中，自由詞素或自由語素，指能夠獨立构词，無須附於其他詞素的詞素，與此相對的是規範詞素。
以英語為例，在動詞「玩」的現在时「playing」中，「play」是自由詞素，而「-ing」則是規範詞素。而在屈折語中多為規範詞素，較少自由詞素。以通用希臘語為例，幾乎所有動詞和名詞的所有詞素都是規範詞素，唯介詞片詞和複合詞中帶有自由詞素。